# أندي بورتون (سياسي)
أندي بورتون هو سياسي كندي، ولد في 7 يوليو 1942. حزبياً، نشط في حزب المحافظين الكندي. وقد انتخب عضو مجلس العموم الكندي.